# Османський Туніс
36°48′23″ пн. ш. 10°10′54″ сх. д. / 36.806388888889° пн. ш. 10.181666666667° сх. д.
Османський Туніс — період панування османських султанів у Тунісі. У 1574 році тут було створено Еялет (пашалик) Туніс, що існував до 1705 року. В часи послаблення Османської імперії утворилася напівнезалежна держава (бейлік) Туніс, що лише номінально визнавала зверхність Стамбула. У 1881 році окуповано Францією.

## Історія

### Боротьба з Іспанією
У XVI столітті династія Хафсідів опинилася втягнутою у війну королівства Іспанії проти піратів на чолі з Хайр ад-Діном Барбаросою, яких підтримувала Османська імперія з території Алжиру. 1534 року турецько-піратські війська захопили Туніс й утримували його рік, внаслідок чого в 1535 році Абу Абдаллах аль-Хасан (відомий також як Мулай Хасан), халіф Іфрикії, визнав протекторат іспанського короля Карла I Габсбурга. Натомість отримав допомогу останнього проти алжирців та турків, що призвело до захоплення Туніса іспанцями в 1535 році.
1569 року османський флот на чолі з Улуч Алі-пашею вдруге захопив столицю й протрималися в ній 4 роки. 1573 року Хуан Австрійський ще раз захопив Туніс й повернув номінальну владу Хафсідам, але наступного 1574 року османські війська на чолі з Улуч Алі та Чікалазаде Сінан-пашею остаточно завоювали Туніс. Вони арештували останнього правителя династії, халіфа Абу Абдаллаха Мухаммада VI, й відправили до Стамбула, де стратили через співпрацю з іспанцями. Було скасовано титул халіфа Іфрикії, оскільки османські султани вже носили титул халіфа після захоплення Єгипту. 13 вересня 1574 році рішенням султана Селіма II було створено туніське бейлербейство, яке у 1590 році в рамках реформування стало еялетом.

### Урядування пашів
Першим бейлербеєм Тунісу став Улуч Алі-паша, що також був бейлербеєм Алжиру та Триполітанії. Він керував фактично усією Османською північною Африкою до 1587 року. Після цього посади бейлербея (а згодом паші) Алжиру та Тунісу було розділено. Втім, османські намісники в Алжирі час від часу намагалися поєднати свої посади з керуванням Тунісом. В результаті протягом деякого часу Туніс перебував в адміністративній залежності від алжирських пашів. У самому Тунісі розташувалася яничарська залога у 4 тис. осіб на чолі з агою (очільники загонів яничар називалися деї).
У 1591 році аги яничарських загонів повалили пашу, призначеного султаном, замінивши його своїм власним ставлеником, званим «деєм». Втім, час від часу призначалися паші зі Стамбула, проте не мали жодної влади, виконуючи представницькі функції султанського дивану. Деї були військовими керівниками країни, а «беї» — очільниками цивільних адміністрацій і призначалися зі Стамбула. Між деями і беями йшла постійна боротьба. Найбільш потужними були Утман-дей та Юсуф-дей, що відновили внутрішню стабільність, приборкали повсталі берберські племена, сприяли піднесенню авторитету власної посади.

### Правління беїв
У 1613 році бей Мурад захопив у свої руки всю владу й підпорядкував собі деїв. Але і він не хотів визнавати залежності від султанського уряду і домігся від останньої визнання своєї влади спадковою. Тоді ж перестали призначати пашів до Тунісу. Його син Хамуда-бей поєднав посади бея та паші, завершивши об'єднання під владою Мурадидів усього Тунісу.
У 1673 році Мурад-бею II вдалося придушити заколот яничар, що намагалися повернути свій вплив та посаду дея. З цього моменту влада беїв Тунісу вже не оскаржувалася жодними кланами чи військовими групами. Разом з тим розуміючи складність ситуації з огляду на розшарованість національну та соціальну правителі Тунісу остаточно не переривали зв'язків з османським центральним урядом, надаючи тому у допомогу власний флот під час війн з європейськими державами.
У 1675 році розпочалася тривала боротьба владу між представниками роду Мурадидів, що зрештою призвела до економічного занепаду та втрати влади самою династією та посиленням впливу алжирських деїв. У 1702 році беїм стає військовик Ібрагім Шаріф, який 1705 року зазнав поразки від алжирців. Того ж року беями стають представники роду Хусейнидів.

### Бейлік Туніс
Беї з династії Хусейнидів лише номінально вважалися васалами султана, але поводилися як незалежні правителі і, зокрема, укладали угоди про торгівлю з європейськими державами. У 1813 році вдалося домогтися повної незалежності від алжирського дея.
У 1811 році бей ліквідовано місцевий яничарський корпус. Перед початком франко-алжирського конфлікту намагався дотримуватися нейтралітету, проте невдало. Вимушено підтримавши французьку експедицію 1830 року до Алжиру, в результаті чого того було захоплено, бей туніс вимушений був підписати перший нерівноправний договір з Францією, що впровадив режив капітуляцій.
Бейлік Туніс в 1830—1840-х роках спробував було за допомогою Франції провести в країні реформи, зокрема створити замість яничарського корпусу регулярне військо. Було розпочато карбування власної монети: ріалу, що дорівнювався 16 харубам.
Ахмед-бей відхилив принципи Танзимату, проте почав швидкими темпами розвивати військову промисловість і впроваджувати систему європейської освіти. Все це лягло важким фінансовим тягарем на країну і призвело до кризи. Наступники Ахмед-бея змінили його політику, підтримали ідеї Танзимату і почали перебудовувати адміністрацію і господарство за європейськими стандартами.
У 1861 році в Тунісі була утверджена перша в арабо-ісламському світі конституція, яка встановила систему обмеженої монархії з відповідальним перед Верховною радою урядом. Ці нововведення сприймалися народом з недовірою і народжували внутрішній опір, неприйняття. Очолювані релігійними вождями-марабутами селяни піднімали повстання. Найбільш сильним з них був виступ 1864 року, учасники якого вимагали скасування конституції і зниження податків, відновлення традиційного ісламського шаріатського суду. Для придушення повстання уряду довелося вдатися до допомоги іноземців та іноземних позик.
Зростання заборгованості призвело у 1869 році до банкрутства Тунісу і створення Міжнародної фінансової комісії, що сильно обмежило суверенітет країни, поставило її на межу перетворення в напівколонію. Криза, непосильні податки, повстання — все це ввело ще порівняно недавно квітучу країну в стан глибокого занепаду, населення скоротилося майже втричі, до 900 тис. осіб.
Реформи початку 1870-х років дещо покращили ситуацію. Водночас беї намагалися відвернути вторгнення французьких військ. Для цього знову номінально визнали владу османських султанів, на чому скрізь наголошували. Втім, у 1878 році на Берлінському конгресі Туніс було визнано сферою інтересів Франції, яка у 1881 році окупувала Туніський бейлік, встановивши тут свій протекторат.

## Адміністрація
На чолі стояв паша, що здійснював військову, цивільну та вищу судову владу в Тунісі. На нього мали скаржитися лише дивану султана. У підпорядкуванні паші перебував бей, який відповідав за збір податків. Незважаючи на значні повноваження паші, його влада обмежувалася диваном, що складався з турецьких чиновників (булук-баши) та місцевих шейхів. Державною була виключно турецька мова. Саме місто Туніс перетворилося на одну з найважливіших фортець імперії, що також була важливим портом.

## Національний склад
Основним населенням залишалися бербери. Втім, привілейовані верхи належали до арабів, а незабаром до яничар та їхніх нащадків, морисків, які залишили Іспанію. Саме нащадки морисків та яничар протягом XVII—XVIII ст. стали основою знаті. У містах (20 % населення) переважали яничари з албанців, влахів, слов'ян, араби, арабизовані бербери, нащадки захоплених рабів з Європи, різні ренегати (християни, що перейшли в іслам). В сільські місцевості, які до османського завоювання, переважали бербери.

## Економіка
Оскільки порти Тунісу тривалий час були базою піратів-корсарів, то він швидко перетворився на один із центрів работоргівлі. Також дохід приносило пограбування суден з крамом, узбережжя південної Європи. Разом з тим зв'язки з європейцями, активна торгівля, міграція морисків (привнесли нові технології, гроші) — все це сприяло розвитку країни. Наприкінці XVIII ст. скасовано монополію на зовнішню торгівлю, що ще більше сприяло розвитку Тунісу.
В Європу тунісці вивозили оливкову олію, ароматичні есенції, особливо високо цінувалися в Парижі трояндова олія, а також шерсть, хліб. У 1810-х роках Туніс опинився перед серйозними фінансовими труднощами, чому сприяло припинення доходів від піратства і работоргівлі.